# Riboviria
Riboviria (лат.) — реалм РНК-содержащих вирусов, которые реплицируются с помощью РНК-зависимых РНК-полимераз и всех вирусов, кодирующих собственную РНК-зависимую ДНК-полимеразу. В состав реалма входят вирусы из нескольких групп классификации вирусов по Балтимору: группа III (дцРНК-вирусы), группа IV (+оцРНК-вирусы), группа V (-оцРНК-вирусы), группа VI (вирусы, имеющие оцРНК-геном и кодирующие обратную транскриптазу) и группа VII (вирусы, имеющие дцДНК-геном и кодирующие обратную транскриптазу).
Riboviria — монофилетическая группа, то есть у всех вирусов, входящих в таксон, был общий предок. В то же время входящие в этот реалм вирусы очень разнообразны генетически и могут заражать как эукариот, так и прокариот. В состав данного реалма входит много вирусов, вызывающих заболевания у человека: коронавирусы, вирус лихорадки Эбола, ВИЧ, вирусы гриппа и вирус бешенства. По состоянию на 2020 год в состав реалма входят 2686 видов вирусов.

## Характеристики
У всех вирусов, входящих в реалм Riboviria, имеется ген, кодирующий РНК-зависимую РНК-полимеразу (RdRp от англ. RNA dependent RNA polymerase). У некоторых представителей реалма, кроме того, имеется РНК-зависимая ДНК-полимераза, или обратная транскриптаза, которая синтезирует ДНК на матрице РНК. Вирусы, реплицирующиеся при помощи RdRp, принадлежат к трём группам из классификации вирусов по Балтимору: группа III (дцРНК-вирусы), группа IV (+оцРНК-вирусы) и группа V (-оцРНК-вирусы). Геномы вирусов IV группы могут функционально выступать в качестве мРНК, а геномы вирусов III и V групп выступают в роли матриц для синтеза мРНК. Все эти группы вирусов относят к царству Orthornavirae.
Вирусы, реплицирующиеся при помощи обратной транскрипции, относят к царству Pararnavirae. Эти вирусы формируют две группы из классификации по Балтимору: группа VI (вирусы, имеющие оцРНК-геном и кодирующие обратную транскриптазу) и группа VII (вирусы, имеющие дцДНК-геном и кодирующие обратную транскриптазу). Группа VI целиком входит в состав порядка Ortervirales, а группа VII образована вирусами семейства Caulimoviridae из порядка Ortervirales и семейства Hepadnaviridae из порядка Blubervirales. У вирусов VI группы геномная +оцРНК используется как матрица для синтеза ДНК, которая посредством интегразы вставляется в геном клетки-хозяина. У вирусов VII группы с геномной релаксированной кольцевой ДНК синтезируются предгеномная +РНК-цепь и комплементарная ДНК отрицательной полярности (-кДНК). В дальнейшем +РНК-цепь вытесняется цепочкой ДНК и разрушается, в результате образуется ещё одна копия релаксированной кольцевой ДНК. Клеточные системы репарации узнают релаксированную кольцевую ДНК и превращают её в ковалентно замкнутую кольцевую ДНК, которая, как и интегрированные геномы вирусов VI группы, транскрибируются клеточной РНК-полимеразой II с образованием мРНК.
Репликация вирусов, имеющих геном в виде +оцРНК, происходит через образование промежуточной стадии в виде дцРНК. У вирусов, геном которых представлен дцРНК или -оцРНК, синтез новых копий вирусных геномов происходит на матрице мРНК. У дцДНК-вирусов с обратной транскриптазой с ковалентно замкнутых кольцевых молекул ДНК считывается предгеномная РНК, которая подвергается обратной транскрипции с образованием новых дцДНК-геномов. У оцРНК-вирусов с обратной транскриптазой геномная РНК образуется на матрице интегрированной в клеточный геном вирусной ДНК.

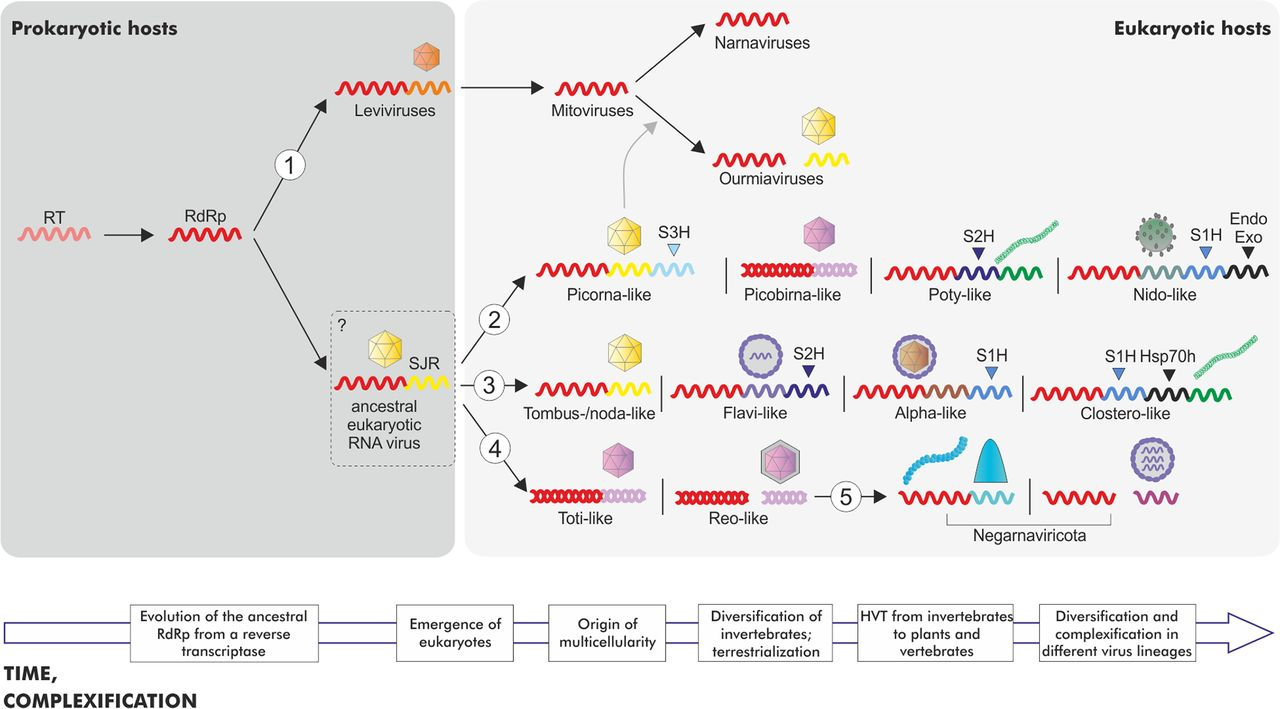
Предполагаемый сценарий эволюции вирусов реалма Riboviria

## Филогенетика
Оба царства в составе Riboviria (Orthornavirae и Pararnavirae) родственны интронам II группы, кодирующим собственную обратную транскриптазу, и ретротранспозонам, которые представляют собой самореплицирующиеся последовательности ДНК, размножающиеся через обратную транскрипцию. Вирусы с обратной транскрипцией, которых относят к царству Pararnavirae, вероятно, единожды возникли от ретротранспозонов. Происхождение вирусов царства Orthornavirae менее ясно, но предполагается, что они тоже произошли от ретроэлементов.

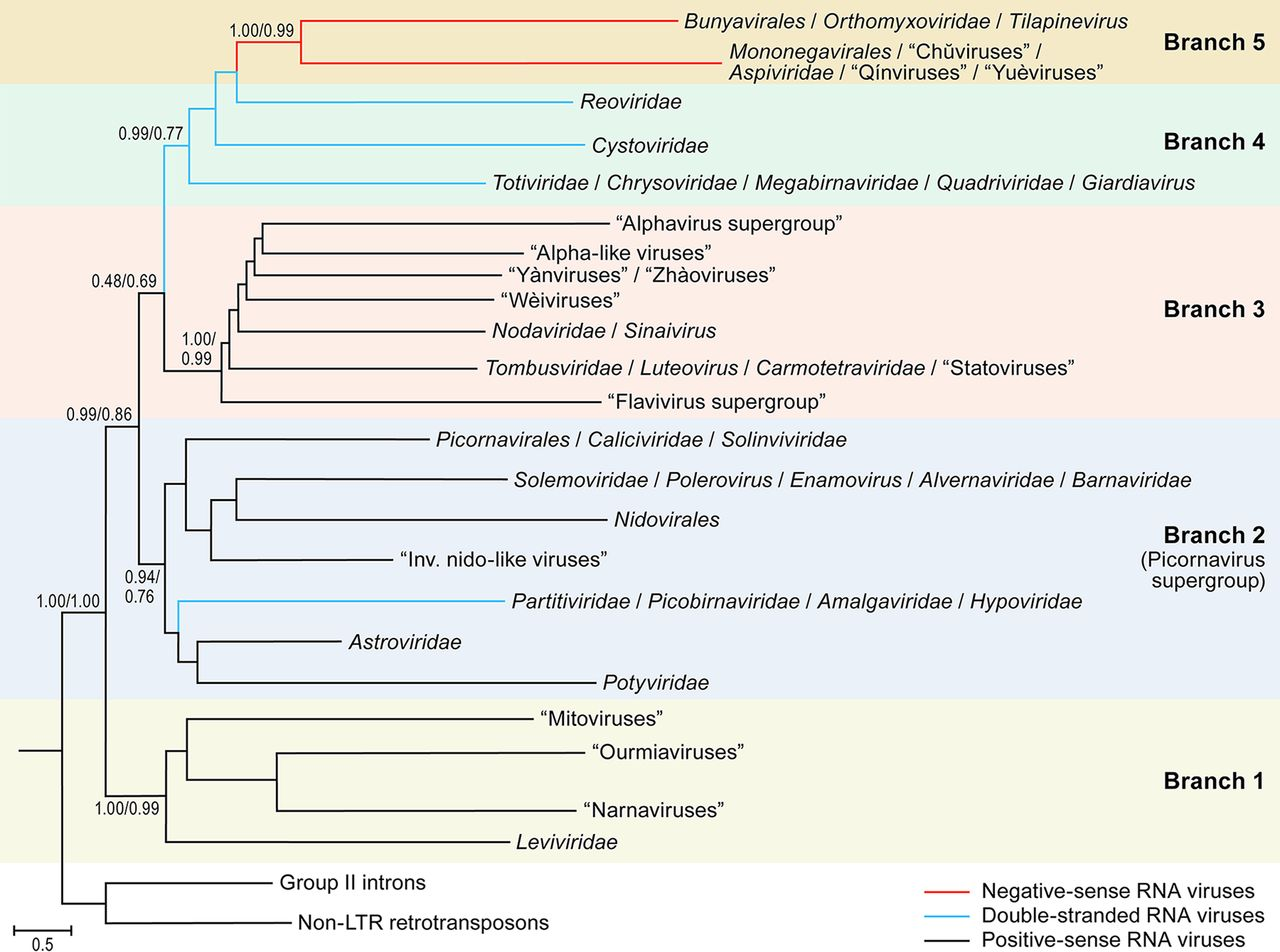
Филогения царства Orthornavirae

## Классификация
Реалм — высший ранг в классификации вирусов. Помимо Riboviria, выделяют ещё несколько реалмов. Поскольку большинство вирусов эукариот имеют РНК-геном, большинство вирусов эукариот относятся именно к реалму Riboviria. У прокариот РНК-содержащие вирусы очень редки, известно лишь два их семейства: Leviviridae (+оцРНК-геном, происхождение неясно) и Cystoviridae (дцРНК-геном, родственны реовирусам эукариот). К числу других крупнейших групп вирусов эукариот относят семейство герпесвирусов Herpesviridae из реалма Duplodnaviria, царство Shotokuvirae из реалма Monodnaviria и несколько групп вирусов из реалма Varidnaviria.
Реалм Riboviria содержит два царства: Orthornavirae и Pararnavirae. В состав Orthornavirae входит несколько типов и таксонов неясного положения, а Pararnavirae монотипно до ранга класса.
По состоянию на 2020 год к реалму относят следующие таксоны до класса включительно:
- Царство Orthornavirae
  - Тип Duplornaviricota
    - Класс Chrymotiviricetes[англ.]
    - Класс Resentoviricetes
    - Класс Vidaverviricetes[англ.]

  - Тип Kitrinoviricota[англ.]*
    - Класс Alsuviricetes[англ.]
    - Класс Flasuviricetes
    - Класс Magsaviricetes[англ.]
    - Класс Tolucaviricetes[англ.]

  - Тип Lenarviricota[англ.]*
    - Класс Allassoviricetes[англ.]
    - Класс Amabiliviricetes[англ.]
    - Класс Howeltoviricetes[англ.]
    - Класс Miaviricetes[англ.]

  - Тип Negarnaviricota
    - Подтип Haploviricotina[англ.]
      - Класс Chunqiuviricetes[англ.]
      - Класс Milneviricetes[англ.]
      - Класс Monjiviricetes[англ.]
      - Класс Yunchangviricetes[англ.]

    - Подтип Polyploviricotina[англ.]
      - Класс Ellioviricetes
      - Класс Insthoviricetes[англ.]

  - Тип Pisuviricota
    - Класс Duplopiviricetes[англ.]
    - Класс Pisoniviricetes[англ.]
    - Класс Stelpaviricetes[англ.]

  - Семейства и род incertae sedis
- Царство Pararnavirae
  - Тип Artverviricota
    - Класс Revtraviricetes
- Семейства и роды incertae sedis
  - Polymycoviridae
  - Sarthroviridae
  - Albetovirus
  - Aumaivirus
  - Papanivirus
  - Virtovirus[англ.]

## История изучения
Болезни, вызываемые вирусами из реалма Riboviria, известны с глубокой древности. В 1898 году был открыт первый известный вирус — вирус табачной мозаики, сейчас он входит в состав данного реалма. С тех пор было описано множество новых его представителей, в том числе и болезнетворные. В современной истории зафиксировано несколько вспышек, вызванных вирусами из реалма Riboviria — коронавирусами, вирусом лихорадки Эбола, ВИЧ. Однако в течение долгого времени родственные связи вирусов, включаемых в данный реалм, не были известны достоверно, поскольку РНК-вирусы очень сильно генетически отличаются друг от друга. Развитие вирусной метагеномики привело к идентификации множества новых РНК-вирусов, которые помогли воссоздать эволюционную историю РНК-содержащих вирусов. В 2018 году Александр Горбаленя и соавторы предложили выделять реалм Riboviria, первоначально к нему отнеся все РНК-содержащие вирусы. В 2019 году в состав реалма Riboviria были включены все вирусы, использующие обратную транскрипцию, при этом его разделили на два царства. При выделении реалма в 2018 году в него были ошибочно включены вироиды (семейства Avsunviroidae и Pospiviroidae), а также род Deltavirus (вирус гепатита дельта), так как они используют в ходе репликации ферменты клетки-хозяина. По предложению тех же учёных, что выделили реалм ранее, эти группы таксонов были исключены из Riboviria в 2019 году.